# Thomas Vincent Greenan
Thomas Vincent Greenan (ur. 11 września 1936 w Fenagh) – irlandzki duchowny rzymskokatolicki posługujący w Nigerii, w latach 1991-1996 superior Bomadi.

## Życiorys
Święcenia kapłańskie przyjął 22 kwietnia 1962. 17 marca 1991 został mianowany superiorem Bomadi. 15 grudnia 1996 został zwolniony z pełnienia urzędu.